# پاسخ‌های معادلات میدان اینشتین
پاسخ‌های معادلات میدان اینشتین فضازمان‌هایی هستند که از حل معادلات میدان اینشتین در نسبیت عام حاصل می‌شوند. با حل معادلات میدان در واقع به یک متریک لورنتز می‌رسیم. پاسخ‌ها به دو دستهٔ پاسخ‌های کامل و تقریبی تقسیم می‌شوند.